# Harper's Magazine
Harper's Magazine er et amerikansk tidsskrift for litteratur, politik og kulturspørgsmål.
Harper's Magazine er baseret i New York, og kom første gang ud i 1850. Profilerede forfattere som Mark Twain, Herman Melville, Tom Wolfe og David Foster Wallace har været blandt bidragsyderene til tidsskriftet, såvel som statsledere som Woodrow Wilson, Winston Churchill og Theodore Roosevelt.
Redaktør siden januar 2010 er Ellen Rosenbush.